# 투란도트

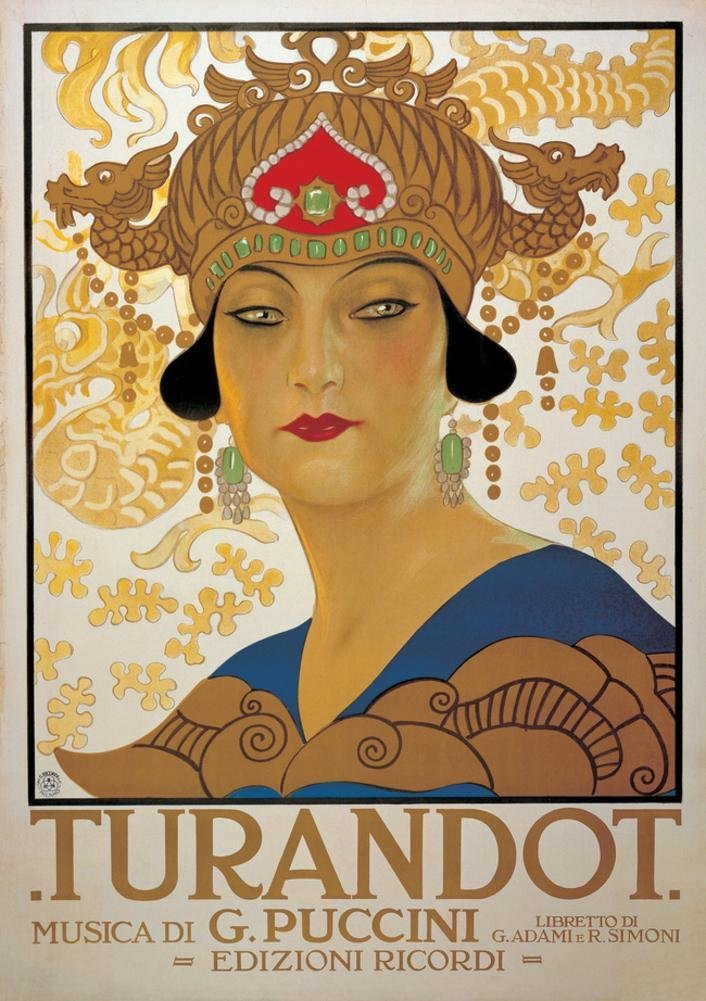
투란도트 오리지널 포스터

투란도트(이탈리아어: Turandot)는 자코모 푸치니가 작곡한 3막의 오페라이다. 카를로 고치가 쓴 동명의 희곡에 기초해 주세페 아다미와 레나토 시모니가 이탈리아어 대본을 완성하였다. 1924년 푸치니가 후두암으로 사망하여 이 작품은 미완성으로 남았고, 3막 '류의 죽음' 이후의 부분을 푸치니의 밀라노 음악원 동창후배이자 토리노 음악원장인 프란코 알파노가 토스카니니의 의뢰를 받아 푸치니의 스케치를 바탕으로 완성하였다. 초연은 1926년 4월 25일 밀라노의 라 스칼라 극장에서 아르투로 토스카니니의 지휘로 푸치니가 작곡한 3막의 '류의 죽음'까지만 연주되었고 26일 공연에서는 알파노가 작곡한 부분을 포함하여 완전한 형태로 연주되었다.

## 개요
1920년, 푸치니는 18세기 베네치아의 작가 카를로 고치가 쓰고 프리드리히 실러가 각색한 "투란도트 (Turandotte)"란 우화극을 오페라로 만들 결심을 하고 그해 여름부터 대본작가 주세페 아다미, 레나타 시모니와 함께 대본 초안 작업에 들어갔다. 비현실적이고 환상적인 소재를 다뤄본 적이 한 번도 없었던 푸치니는 이번 "투란도트"야말로 자신의 예술세계에 있어서 어떤 강력한 전환점이 되리라는 것을 무의식적으로나마 확신했음인지, 이전과는 비교도 안될 정도의 초인적인 열정과 편집증에 가까운 집착을 쏟아부으며 자신 스스로와 대본작가 아다미, 시모니를 끊임없이 채찍질해댔다.
가혹할 정도로 완벽성을 추구했던 푸치니였기에, 1년 남짓만에 완성된 1막 이후로는 도대체 작업의 진척을 볼 수가 없었는데, 특히 '전설 속의 중국'이라는, 자신의 이전 작품들과는 판이하게 다른 몽환적인 배경은 푸치니 스스로 그 자신의 예술가적 자질에 큰 회의를 품게 할 정도로 부담스러운 것이었지만, 동시에 도저히 거부할 수 없는 운명적인 그 무엇을 느끼게 할 정도로 푸치니를 매혹시킨 것도 사실이었다. 이런 어려움과 고민 속에서도 투쟁적인 노력으로 간신히 2막을 완성해낸 푸치니는 1923년 6월이 되어서야 3막을 시작할 수 있었는데, 특히 원작에는 없으면서도 전형적인 푸치니적 히로인이라 할 노예 류의 죽음 장면의 경우는 멜로드라마의 대가답게 완숙한 작곡 솜씨로 빠르게 마무리를 지었으나, 문제는 류의 죽음 다음에 전개되는 두 주인공 투란도트 공주와 칼라프 왕자간의 '사랑의 2중창', 그러니까 갈등의 매듭을 풀고 우주적 사랑의 메시지를 확인하는 피날레 2중창에 대한 예술적 영감이 작곡가의 머리에 도저히 떠오르지 않는다는 데 있었다.
푸치니가 마지막 사랑의 2중창을 미완으로 남겨 놓은 표면적인 이유는 후두암에 따른 건강악화였지만, 또다른 연구에 의하면 결국 천성적으로 비극작가일 수 밖에 없었던 푸치니로서는 오페라의 마지막을 비극의 정화 (katharsis) 대신 사랑의 희열어린 승리로 끝낸다는 사실 자체가 스스로의 정신세계 범위 안에선 수용할 때 고난을 거쳐 승리로 도달하기를 원했던 푸치니로선 힘든 문제였다는 지적도 있다. 어쨋든 당시 푸치니가 남긴 수많은 메모와 스케치, 대본작가와 친구들에게 보낸 여러 통의 편지를 통해서도 푸치니가 이 마지막 장면을 위해 바친 땀과 열정, 운명적인 고뇌를 모자람없이 짐작할 수 있지만, 안타깝게도 이미 그의 건강은 수술을 통해서도 회복될 수 없을 정도로 악화되어 있었고, 브뤼셀에서의 후두암 수술을 마친 뒤 얼마되지 않은 1924년 11월 29일, 아들 안토니오가 병문안을 왔을 때 말을 하지 못해 메모로 글을 남겼는데 죽음을 직감했는지 '나는 더 이상 살아남을 수 없을 것 같다.'라고 썼다. 결국 자신이 그토록 열망했던 오페라 "투란도트"의 마지막 2중창의 완성을 보지 못한채 푸치니는 세상을 떠나고 말았다.
푸치니가 사망하자, "투란도트"의 저작권자인 리코르디 출판사의 사장 티토 리코르디와 푸치니의 둘도없는 예술적 동지 토스카니니는 오페라의 피날레를 대신 작곡, 완성할 인물을 급히 물색하기 시작했는데, 처음에는 푸치니가 사망했을때를 대비해서 리카르도 찬도나이를 추천해서 찬도나이에게 의뢰했으나 아들 안토니오가 반대했다. 〈프란체스카 디 리미니〉로 유명해진 찬도나이가 부친의 의도를 벗어나 자신만에 색깔을 낼까 봐 우려한 것이고, 또 찬도나이도 대작곡가에 작품을 손대기는 자신의 능력이 부족하다고 해서 거절을 했다. 결국 여러 인물들 중에서도 당시 토리노 음악원 원장으로 있던 푸치니의 밀라노 음악원 후배이자 작곡가인 프랑코 알파노야말로 자신의 개성을 지나치게 앞세우지 않으면서도, 푸치니의 음악적 스타일을 큰 왜곡없이 살려낼 수 있는 가장 적합한 인물로 생각되었다.
알파노는 푸치니가 남겨놓은 23페이지 분량의 단편적인 스케치를 바탕으로, 앞선 장면에서 제시된 몇 가지 동기들을 활용해가며 오페라를 마무리지었고, "투란도트"는 1926년 4월 25일 라 스칼라 극장에서 아르투로 토스카니니의 지휘로 역사적인 초연을 갖게 되었는데, 이 공연에서 토스카니니가 푸치니에게 경의를 표하기 위해 푸치니가 작곡한 3막 '류의 죽음'까지 지휘한 뒤 지휘봉을 내려놓고 관객에게 돌아서서 "마에스트로가 작곡한 것은 이 부분까지입니다"라고 이야기한 것은 이미 널리 알려진 유명한 일화이다. 이 초연에서 알파노는 토스카니니의 이런 행위에 꽤 언짢아했다. 그리고 알파노 초판이 요란하고 급하게 끝나 어색하다는 문제가 있어서 1950년 출판사는 다른 음악학자들에게 의뢰해 알파노 초판을 개정함으로써 제2판을 만들었는데 바로 현재 많이 연주되고 있는 현행판이 제2판이다. 한편 리코르디 출판사는 최근에 현대음악가 루치아노 베리오에게 알파노가 작곡한 마지막 2중창과 피날레 부분의 개작을 의뢰해 "투란도트"를 아끼는 오페라 애호가들의 비상한 관심을 불러모으고 있기도 하다.

## 해설
"투란도트"는 그 소재부터가 푸치니의 이전 오페라들과는 확실하게 구별될 정도로 독창적이다. 각각 일본과 미국을 배경으로 삼은 "나비부인"과 "서부의 아가씨"에서 이국적인 소재를 솜씨있게 다뤄내는 탁월한 예술적 감각을 선보인 바 있는 푸치니지만, "투란도트"는 이국적일 뿐만 아니라 고대 전설시대 중국에서 펼쳐진 가공의 이야기를 배경으로 삼고 있다는 점에서 신비롭기까지 하다. 또한 신랄하고 유쾌한 풍자극 "쟈니 스키키"를 제외한다면, 그의 오페라 대부분은 남녀 주인공의 이별과 죽음이라는 비극적인 결말을 공통적으로 갖고 있는 반면, "투란도트"는 두 주인공이 사랑의 기쁨과 환희를 누리는 사랑의 승리 장면으로 끝이 난다.
그러나 제재가 신비적이긴해도 "투란도트"의 줄거리 자체가 상징적인 심오함을 내포하고 있다고 보기는 힘들다. 용감한 칼라프 왕자와 남성혐오증이 있는 투란도트 공주는 그 어떤 추상적 개념을 표상하고 있다기보다는 그저 '사랑'이란 주제를 놓고 갈등하는 전형적인 낭만적 영웅들의 설화적 변용일 뿐이다. 따라서 "투란도트"의 예술적 가치는 드라마 자체보다는, 복잡하고 현대적인 그리고 너무나도 매혹적인, 푸치니의 다채로운 관현악법에서 찾는 것이 옳다.
잘 알려진대로 푸치니는 다른 작곡가들의 관현악법을 철저하게 연구, 그 장점을 자신의 것으로 섭취하는데 열심이었다. 예나 지금이나 푸치니의 음악은 지나친 센티멘털리즘 때문에 '키취 (Kitsch, 예술적 폐기물)'라는 평가를 자주 듣지만, 사실 그의 관현악법을 잘 분석해보면 당대 첨단의 진보적 음악어법이 곳곳에서 번득이고 있으며, 이것이 그의 손에 의해 달짝지근한 매혹적인 선율로 탈바꿈되어 청중들의 인기를 한 몸에 끌었던 것이다.
그의 유작 "투란도트"의 경우, 바그너의 "트리스탄과 이졸데", "파르지팔"이 주요 참고 대상이 되었다는 것이 정설인데, 다만 푸치니는 바그너가 악극을 통해 구현코자 한 이념적 메시지에는 전혀 관심이 없었고, 오직 신비감이 넘치는 바그너 관현악의 반음계적 무한선율과 감성적인 색채감만이 그의 주목을 끌었다. 실제로 오페라 "투란도트"에는 바그너적 유도동기가 효과적으로 사용되고 있기도 한데, 안단테 소스테누토로 연주되는 오페라의 첫 화음은 사나운 투란도트의 동기이며, '공주는 잠 못 이루고'에서 흘러 나오는 유창한 선율은 바로 칼라프의 사랑의 동기라는 식이다.
복조성의 음향효과 또한 효율적으로 사용되고 있다. 이는 "토스카"와 "나비부인" 등 이전 작품에서도 자주 쓰였지만, "투란도트"에선 완숙한 관현악법과 더해져 동양적인 신비감을 강조하는 완전히 새로운 선율로 나타난다. 푸치니가 즐겨쓰던 또 하나의 음악어법인 드뷔시류의 인상주의적 기법도 이제는 원숙의 경지에 이르렀으며, 이는 3막 첫머리의 환상적인 화음진행에서 확인할 수 있다. 한편 5음 음계와 4음 음계를 번갈아 사용하여, 전음계 음악에 익숙해져 있던 이탈리아 청중들에게 조성의 모호함이 던져다주는 신비감을 창조해낸 것과, 뒤뚱거리듯 불균형적인 8분의 5박자로 동양적인 선율미를 더욱 강조하고 있는 것 또한 분명 푸치니만의 탁월한 능력이다.
"투란도트"의 가장 큰 음악적 특징이라면 대편성의 관현악이 가져다 주는 음향적인 풍요로움과 이탈리아 오페라에선 보기 힘들었던 폴리포니적인 구성을 들 수 있다. 5성부로 폭넓게 구성된 바이올린과 비올라, 무대 위와 뒤에 배치된 트럼펫, 트럼본, 색소폰. 그리고 팀파니, 트라이앵글, 북, 심벌즈, 공, 첼레스타, 탐탐, 글로켄슈필 등 온갖 종류의 타악기들은 "투란도트"를 푸치니 오페라 중에서도 가장 화려하고 입체적인 음향효과를 갖게 만들었으며, 칼라프는 현, 투란도트는 목관과 현, 류는 목관과 현 솔로, 세 사람의 대신들은 피콜로와 첼레스타, 황제는 트럼펫을 위시한 금관 등의 식으로 각 인물과 그를 표상하는 악기들을 조합한 뒤 폴리포니적 선법을 세련되게 구사함으로써, 복잡하면서도 심오한 심리묘사가 가능하게 만들었다. 사실 이 폴리포니적 구성이야말로 "투란도트" 해석의 열쇠가 되는 것으로, 1970년대 이전까지의 "투란도트" 음반들은 이 점에 대한 이해가 크게 부족했었다. 요컨대 "투란도트"의 성공적인 해석을 위한 기본적인 요건은 이탈리아 오페라 특유의 성악적인 아름다움에다가, 이 작품 고유의 광휘로운 음향효과를 서로 잘 연결시키는 데 있다.

## 악기편성
플루트3, 오보에2, 잉글리시 호른, 클라리넷2, 베이스 클라리넷, 바순2, 콘트라바순, 호른4, 트럼펫3, 트롬본3, 튜바, 팀파니, 트라이앵글, 작은북, 큰북, 심벌즈, 공, 종2, 첼레스타, 탐탐, 글로켄슈필, 우드 블록, 하프2, 현5부 
무대 뒤: 트럼펫6, 트롬본4, 색소폰2, 탐탐, 공

## 등장인물
| |          | 1926년 4월 25일 초연 (아르투로 토스카니니) |
| --- | -------- | ------------------------------------------ |
| 투란도트 공주 | 소프라노 | Rosa Raisa                                 |
| 알토움 황제, 투란도트의 아버지 | 테너     | Francesco Dominici                         |
| 티무르, 타르타리의 폐위된 왕 | 베이스   | Carlo Walter                               |
| 칼라프 왕자, 티무르의 자식 | 테너     | Miguel Fleta                               |
| 류, 노예 | 소프라노 | Maria Zamboni                              |
| 핑, 대법관 | 바리톤   | Giacomo Rimini                             |
| 팽, 집사장 | 테너     | Emilio Venturini                           |
| 퐁, 황실 주방의 책임자 | 테너     | Giuseppe Nessi                             |
| 대신, 만다린 | 바리톤   | Aristide Baracchi                          |
| 페르시아 왕자 | 테너     |                                            |
| 사형 집행인, 푸틴파오 | 묵음     |                                            |
| 황실 경비경, 사형 집행인의 부하들, 소년들, 죄수들, 중국인들, 8명의 지혜로운 자들, 투란도트의 시종들, 병사들, 음악가들, 구혼자들의 유령들, 군중, 기수, 고관 |          |                                            |

## 줄거리

### 1막
이 곡은 다단조의 강렬한 서주로 시작한다.
북경 성벽 앞 광장
한 관리가 등장해 율령 하나를 반포한다. ("포폴로 디 페키노! 라 레게 데 퀘스타...") "투란도트 공주님과 혼인하려는 자는 먼저 투란도트가 내는 세 가지 수수께끼를 풀어야 한다. 실패한다면, 참수된다. 페르시아에서 온 왕자 하나가 수수께끼를 푸는 데 실패했다. 그 왕자는 달이 떠오르면 참수될 예정이다." 군중이 궁에 모여 들자, 눈이 먼 한 노인이 땅바닥에 쓰러지고 그 노인의 노예 류(Liù)가 도와 달라고 했다. 이것을 본 한 칼리프가 노인을 도와주는데 깜짝 놀라고 만다.
그 노인은 젊은이의 아버지인 티무르였기 때문이다. 타타르 왕국이 망하고 이 사람들은 뿔뿔히 흩어져 살아오다가 만난 것이다. 칼리프는 형을 선고하러 나온 투란도트를 보고 첫눈에 반한다. 주변에 있는 사람들이 만류하는데도 칼라프는 수수께끼에 도전한다.

### 2막
1장: 북경의 누각
2장: 왕궁 앞 광장
투란도트는 칼라프에게 세가지 수수께끼를 낸다.
칼라프는 세가지 질문 모두 현명하게 대답하여 맞춰낸다.
(첫 번째 수수께기: 희망 / 두 번째 수수께기: 피 /
세 번째 수수께기: 투란도트)
투란도트는 약속대로 칼라프와 결혼을 해야할 처지에 놓였다.
그런데 칼라프는 24시간안에 자신의 이름을 알아내면
자신을 옥에 가두어도 좋다고 제안한다.

### 3막
황궁의 정원, 칼라프는 승리에 가득 차 그 유명한 테너 아리아 아무도 잠들지 말라를 부르며 승리를 확신한다. 그런 칼라프 앞에 나타난 핑, 퐁, 팡은 칼라프와는 달리 허둥대며 투란도트의 무서움을 모른다며 '대체 무엇을 원하느냐, 뭐든지 원하면 얼마든지 주겠다. 재물을 원하느냐, 보석을 얼마든지 주겠다. 명예를 원하느냐, 중국을 빠져나갈 수 있도록 돕겠다.'고 하지만, 어서 날이 밝으라며 세 사람의 이야기를 무시할 뿐이었다. 결국 칼라프의 마음을 돌릴 수 없다고 생각한 세 사람은 지난 밤, 칼라프와 대화를 나누었다는 제보를 받아 티무르와 류를 잡아오고 투란도트를 청한다. 투란도트는 칼라프에게 얼굴이 창백해졌다고 하나, 칼라프는 달빛을 받았을 뿐이라고, 저들은 내 이름을 모른다고 대답한다. 투란도트는 두고 보면 알 것이라며 두 사람을 고문하라 하자, 류가 공주님이 원하시는 이름은 오로지 저만이 알고 있습니다라는 말과 함께 앞으로 나선다. 칼라프는 네깟 종이 무엇을 아느냐고 다그치지만, 결국 류는 고문을 당하게 된다. 모진 고문에도 입을 열지 않는 류에게, 투란도트는 무엇이 너를 그렇게 강하게 하느냐고 물어보고, 류는 사랑이라며, 자신은 두 번 다시 주인님(칼라프)을 뵐 수 없겠지만 그것이 자신의 승리라며, 스스로 목숨을 끊는다. 티무르는 류의 죽음에 분개하고 슬퍼하며 함께 퇴장한다. 바로 여기까지가 푸치니가 작곡한 부분이다.  칼라프 역시 투란도트에게 분개하며, 여전히 자신을 거부하는 투란도트에게 위선을 벗어던지라며 입맞춤을 하게 된다. 투란도트 역시 자신이 졌음을 시인하고, 칼라프에게 어떻게 이길 수 있었느냐며 칼라프에게 묻는다. 칼라프는 '사랑'이었다며, 방금 전의 입맞춤으로 자신은 승리하였다고, 투란도트에게 내 이름은 칼라프이며, 티무르의 자식이라고 대답한다. 투란도트는 드디어 너의 이름을 알았다며 황궁으로 돌아가 황제 앞에서 이방인의 이름을 알았다고 한다. 그 사람의 이름은 사랑이라며 두 사람의 입맞춤과 함께 막을 내린다.

## 유명한 아리아
- 〈Signore, ascolta!〉주인님, 들어주세요! - 류, 1막
- 〈Non piangere, Liù〉울지마라, 류 - 칼라프, 1막
- 〈In questa reggia〉이 궁전에서 - 투란도트, 2막 2장
- 〈Nessun dorma〉아무도 잠들지 말라 - 칼라프, 3막 1장(흔히 〈공주는 잠 못 이루고〉라고 알려져 있다.)[1]
- 〈Tanto amore segreto〉너무나 비밀스런 사랑이네요 - 류, 3막 1장에 도착할 때
- 〈Tu che di gel sei cinta〉당신은 얼음에 싸여 있군요 - 류, 3막 1장
- 〈Del primo pianto〉푸치니에 의해 완성되지 못한 부분이다.나

### 음악 듣기
- MP3 Creative Commons Recording